# Kruisvaart van 1101
De Kruisvaart van 1101 was een kleine kruistocht die ontstond uit drie verschillende bewegingen die werd gehouden in 1100 en 1101, in de nasleep van de Eerste Kruistocht. Vele deelnemers aan de eerste kruistocht sloten zich wederom aan.
Na de succesvolle Eerste Kruistocht was er versterking nodig om het nieuwe koninkrijk Jeruzalem te stabiliseren. Paus Paschalis II riep een nieuwe tocht uit, en riep vooral diegene op die hun pelgrimsbelofte niet hadden waargemaakt of niet hadden afgemaakt, om die alsnog te vervullen. Sommigen van hen hadden thuis een slechte beurt gemaakt door hun kruistocht niet te vervullen, en ervoeren grote druk om alsnog naar het oosten te gaan. Onder hen was Stefanus II van Blois, die tijdens het Beleg van Antiochië in 1098 weer naar huis was gevlucht en wiens vrouw zich zo voor hem schaamde dat ze hem opnieuw van huis stuurde. Deze nieuwe onderneming van zowel rijken als armen wilde hun weg naar het Heilig Land banen om in de naam van Jezus Christus de ongelovigen af te slachten. Sommigen gingen omdat ze thuis niet meer gewenst waren, anderen omdat ze hun armoede trachtten te ontvluchten in de hoop op een beter leven.

## De Lombarden
Zoals tijdens de Eerste Kruistocht, gingen de pelgrims en soldaten niet als onderdeel van één groot leger op weg, maar kwamen ze deze keer in diverse groepen vanuit heel West-Europa. In september 1100, vertrok een grote groep Lombarden vanuit Milaan. Dit leger bestond grotendeels uit ongetrainde boeren en werd geleid door bisschop Anselmus IV, aartsbisschop van Milaan. Toen zij het Byzantijnse Rijk bereikten, begonnen ze te plunderen. De Byzantijnse keizer Alexios I Komnenos leidde hen naar een kamp buiten Constantinopel, om erger te voorkomen. De Lombarden namen hiermee geen genoegen, ze gingen de binnenstad in en plunderen ook het paleis Blachernae. Daarop werden de Lombarden overgezet naar de overkant van de Bosporus en zetten ze hun kamp op bij Nicomedia, om daar op versterking te wachten.
In mei 1101 kregen ze bij Nicomedia versterking van een kleine, maar sterke geformeerde groep Fransen, Bourgondiërs en Duitsers, onder wie Stefanus II van Blois, Odo I van Bourgondië en Koenraad. Kort daarop sloot Raymond IV van Toulouse, een van de leiders van de eerste kruistocht, zich ook nog aan, deze was nu in dienst van de Byzantijnse keizer. Hij was de leider van al deze groeperingen, die nog werd aangevuld met een Byzantijns leger en Turkse Petsjenegen huurlingen onder leiding van generaal Tzitas. Deze groep ging eind mei op weg, richting Dorylaeum, dezelfde route die Raymond in 1097 ook had gevolgd. Het plan was om richting Konya te gaan, maar de Lombarden die het grootste onderdeel vormden in de groepering, waren vastbesloten om noordelijk te reizen via Niksar, waar Bohemund I van Antiochië werd vastgehouden door de Turkse Danishmenden. Nadat Ancyra (hedendaags Ankara) was veroverd op 23 juni 1101, en was teruggegeven aan Alexios, gingen de kruisvaarders naar het noorden waarop zij enige tijd de zwaarbewapende stad Gangra belegerden, vervolgens trokken zij nog verder noordelijk naar Kastamonu. Onderweg werden ze wekenlang aangevallen door Seltsjoeken. Rond eind juli was een groot gedeelte van het kruisvaardersleger uitgemoord.
Het nog resterende deel van het leger van de Lombarden besloot nu om te keren en zich van de Zwarte zee in zuidoostelijke richting te begeven. Kilij Arslan I, die de leiding had over de Seltsjoeken, zag in dat eenheid nodig was - verdeeldheid was hem fataal geworden tijdens de Eerste kruistocht - en verenigde zich met Fakhr al-Mulk Radwan en ook de Danishmenden. In augustus zagen de Kruisvaarders deze gecombineerde moslimgroepering bij Merzifon.

De kruistocht van 1101 routes

### Slag bij Mersivan
De kruisvaarders organiseerden zich in vijf divisies; de Bourgondiërs, Raymond en de Byzantijnen, de Duitsers, de Fransen en de Lombarden. De Turken vernietigden bijna het gehele leger in een frontaanval, dicht bij de bergen van Paflagonië konden nog enkele wegkomen, het omringende land was helemaal begaanbaar voor het Turkse leger, zodat hun campagne wel moest slagen.

## Neverse liga
Enkele weken nadat het contingent van Lombarden vertrokken was uit Nicomedia,kwam er een kleine groep uit Nevers aan in Constantinopel, onder leiding van Willem II van Nevers. Deze was per schip vanuit Bari de Adriatische Zee overgestoken naar het Byzantijnse Rijk en de stad ingemarcheerd zonder enige incidenten. Hij kreeg snel te horen dat de Lombarden op enkele dagen lopen afstand van hen waren. Vlug zette Willem de achtervolging in om zich bij de rest te kunnen aansluiten. In feite heeft hij ze nooit meer ingehaald, al zouden de legers vlak bij elkaar in de buurt hebben gemarcheerd. Willem had maar kort een belegering ingezet op Iconium (Konya) maar kon de stad niet in nemen, niet lang daarna liep hij met zijn leger in een hinderlaag bij Heraclea Cybistra. Kilij Arslan had net het andere leger verslagen bij Mersivan en wilde zo snel mogelijk alle nog volgende christenlegers de grond in stampen. Bij Heraclea werd het gehele leger uit Nevers gedood, op de graaf en een paar van zijn volgelingen na.

## Aankomst uit Beieren en Frankrijk
Al snel nadat Willem II, Constantinopel had verlaten, kwam er een derde leger aan, geleid door Willem IX van Aquitanië, Hugo I van Vermandois en Welf I van Beieren; iemand die ook meereisde was Ida van Oostenrijk. Dit leger begon bij aankomst net als het eerste leger met plunderen in de landerijen van het Byzantijnse rijk. Eenmaal buiten Constantinopel splitste het leger zich op in tweeën, waarvan de ene helft gelijk per boot naar Palestina voer. De andere helft, die over land trok, werd toen zij Heraclea bereikte net als hun voorgangers verpletterd door Kilij Arslan I. Willem en Welf wisten te vluchten, maar Hugo werd dodelijk verwond; de overlevenden wisten de stad Tarsus te bereiken, waar Hugo overleed op 18 oktober. Ida verdween na de nederlaag bij Heraclea, er wordt van uitgegaan dat ze gedood is, maar volgens een legende werd ze verkocht aan een sultan en zou ze de moeder van Zengi zijn geweest, een latere vijand van de kruisvaarders.

## Nasleep
Willem van Nevers wist ook naar Tarsus te vluchten, evenals Raymond van Toulouse. Onder Raymonds leiding wisten ze de stad Tortosa in te nemen, met de hulp van een Genuese vloot. Rond deze tijd was de kruistocht meer uitgelopen op een pelgrimstocht, de overlevenden wisten Antiochië te bereiken aan het einde van 1101, en rond Pasen in 1102 kwamen ze aan in Jeruzalem. Vervolgens gingen de meeste van deze pelgrimtocht weer naar huis, nadat ze hun heilige plicht hadden voorvuld. Enkele bleven achter om koning Boudewijn I van Jeruzalem te helpen om Ramla te verdedigen tegen de aanvallen van de Fatimiden; Stefanus II van Blois kwam om het leven tijdens deze slag.